# Hattenhofen (Württemberg)

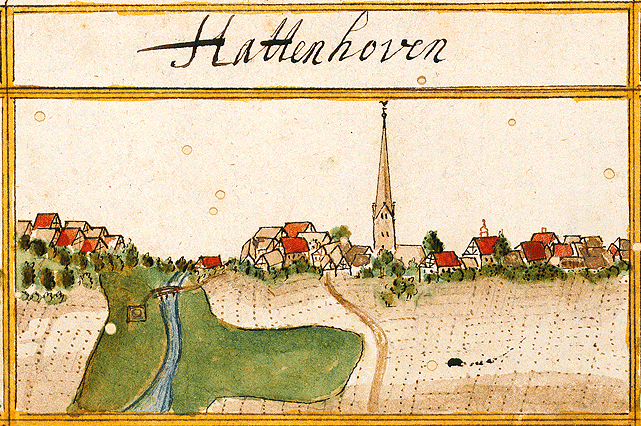
Hattenhofen 1683/1685 im Kieserschen Forstlagerbuch

Hattenhofen ist eine kleine Gemeinde im Albvorland in Baden-Württemberg. Sie gehört zur Region Stuttgart (bis 1992 Region Mittlerer Neckar) und zur Randzone der europäischen Metropolregion Stuttgart.

## Geographie

### Geographische Lage
Hattenhofen liegt zwischen Stuttgart und Ulm im Vorland der Schwäbischen Alb. Der Ort ist umgeben von zahlreichen Streuobstwiesen. Er gehört zur Randzone der Metropolregion Stuttgart.

### Geologie
Die Gemeinde liegt auf dem Schwarzjura einer fossilreichen Schieferschicht, dem sogenannten Posidonienschiefer, und ist Bestandteil des 1979 gegründeten Grabungsschutzgebietes Versteinerungen Holzmaden.

### Nachbarorte
Nachbarorte sind Albershausen, Sparwiesen (Stadtteil von Uhingen), Bezgenriet (Stadtbezirk von Göppingen), Zell unter Aichelberg, Schlierbach und Ohmden.

### Gemeindegliederung
Zur Gemeinde Hattenhofen gehören das Dorf Hattenhofen und das Gehöft Riedenhof sowie eine abgegangene Burg.

### Flächenaufteilung
Nach Daten des Statistischen Landesamtes, Stand 2014.

## Geschichte

### Frühe Geschichte
In römischer Zeit lässt sich eine Besiedlung der Gemarkung archäologisch nachweisen. Im Schäferesch bestand ein Gutshof.
Während der Merowingerzeit entstand am Südwestrand der Gemarkung eine Siedlung, die ausweislich archäologischer Funde mindestens bis ins 13. Jahrhundert Bestand hatte. Es handelt sich um die Wüstung Pippendorf. In der späten Merowingerzeit entstand der Ortsname. Er leitet sich von einem alemannischen Geschlecht der Hatto oder Hatten ab. Eine Besiedlung im Umfeld des späteren Dorfes darf angenommen werden. Die weitere Siedlungsentwicklung ist unbekannt. Wahrscheinlich stellen die Ortsteile Reustadt und Zebedäi eigene Siedlungskerne dar, die schließlich zu einem Dorf zusammengewachsen sind.
Die erste urkundliche Erwähnung des Ortes Hattenhoven erfolgte 1275 im Liber decimationis, dem Zehntbuch des Bistums Konstanz. Mit der Grafschaft von Aichelberg kam Hattenhofen von 1334 bis 1339 an Württemberg. Bis 1365 war der Ort an die Herren von Lichtenstein verpfändet. Nach vorübergehender Zugehörigkeit zum Amt Kirchheim kam Hattenhofen 1485 an das Amt Göppingen.
Der Dreißigjährige Krieg und die Pest forderten auch in Hattenhofen ihren Tribut. Von ehemals 600 Einwohnern haben bis 1637 nur 20 überlebt.

### Verwaltungszugehörigkeit
Bei der Umsetzung der neuen Verwaltungsgliederung im 1806 gegründeten Königreich Württemberg blieb der Ort dem Oberamt Göppingen weiterhin zugeordnet.
Im Jahre 1938, während der NS-Zeit in Württemberg, wurde die Gemeinde dem Landkreis Göppingen zugesprochen. 1945 bis 1952 gehörte Hattenhofen zum Nachkriegsland Württemberg-Baden, das 1945 in der Amerikanischen Besatzungszone gegründet worden war. 1952 gelangte die Gemeinde zum neuen Bundesland Baden-Württemberg. Zusammen mit den Gemeinden Aichelberg, Boll, Dürnau, Gammelshausen und Zell unter Aichelberg bildet der Ort seit 1970 den Gemeindeverwaltungsverband Raum Bad Boll.

### Einwohnerentwicklung
Quelle: Statistisches Landesamt Baden-Württemberg für die Daten ab 1970
| Jahr               | Einwohner |
| ------------------ | --------- |
| 1837               | 1004      |
| 1907               | 0971      |
| 17. Mai 1939       | 0879      |
| 13. September 1950 | 1373      |
| 27. Mai 1970       | 1714      |
| 31. Dezember 1983  | 2671      |
| 25. Mai 1987       | 2715      |
| 31. Dezember 1991  | 2975      |
| 31. Dezember 1995  | 3056      |
| 31. Dezember 2005  | 3004      |
| 31. Dezember 2010  | 2933      |
| 31. Dezember 2015  | 2978      |
| 31. Dezember 2020  | 2975      |

## Religionen
Seit der Reformation ist Hattenhofen evangelisch geprägt. Auch heute leben überwiegend evangelische Christen im Ort. Die Evangelische Kirchengemeinde Hattenhofen gehört zum Kirchenbezirk Göppingen. Eine Kirche wurde in Hattenhofen 1275 erstmals erwähnt. Der Kirchensatz kam über die Grafen von Aichelberg an Württemberg und 1456 an das Stift Oberhofen in Göppingen, dem die Kirche 1457 inkorporiert wurde. Die Ägidiuskirche ist im Kern romanisch, wurde aber mehrfach verändert, zuletzt 1930. Der Turm (um 1150) hat noch romanische und gotische Fenster. 1920 wurde vom Stuttgarter Glasmaler Adolf Saile sen. (1879–1964) ein Gedenk-Fenster mit einer Pietà gestaltet.
Außerdem gibt es eine römisch-katholische sowie eine neuapostolische Gemeinde.

## Politik

### Gemeinderat
Der Gemeinderat in Hattenhofen besteht aus den 12 gewählten ehrenamtlichen Gemeinderäten und dem Bürgermeister als Vorsitzendem. Der Bürgermeister ist im Gemeinderat stimmberechtigt. Die Kommunalwahl am 9. Juni 2024 führte zu folgendem Ergebnis. Die Wahlbeteiligung betrug 68,9 % (2019: 68,51 %).
| Freie Wählervereinigung | 60,47 % | 7 Sitze | (2019: 62,20 %, 7 Sitze) |
| Bürgergemeinschaft      | 39,53 % | 5 Sitze | (2019: 37,80 %, 5 Sitze) |

### Bürgermeister
Im Oktober 2019 wurde Jochen Reutter mit 95,0 % der gültigen Stimmen für eine vierte Amtszeit wiedergewählt.

### Wappen
Die Blasonierung des Gemeindewappens von Hattenhofen lautet: In Rot auf grünem Hügel zwischen zwei goldenen Laubbäumen ein silbernes Haus mit spitzem silbernem Ziegeldach, geschlossener Tür und zwei Fenstern.
Die Gemeinde führte seit 1916 ein Dienstsiegel mit einem Wappen, auf dem ein silbernes Obereck, und ein Baum neben einem Haus abgebildet waren. Das inzwischen entfernte Obereck stand für die Grafen von Aichelberg. Haus und Baum stehen für das Wort Hof, das im Ortsnamen steckt. Es handelt sich daher um ein so genanntes teilredendes Wappen.
Das Wappen in heutiger Form wurde am 15. August 1959 offiziell von dem Innenministerium verliehen.
Die Ortsfarben sind Weiß-Rot.

## Kultur und Sehenswürdigkeiten

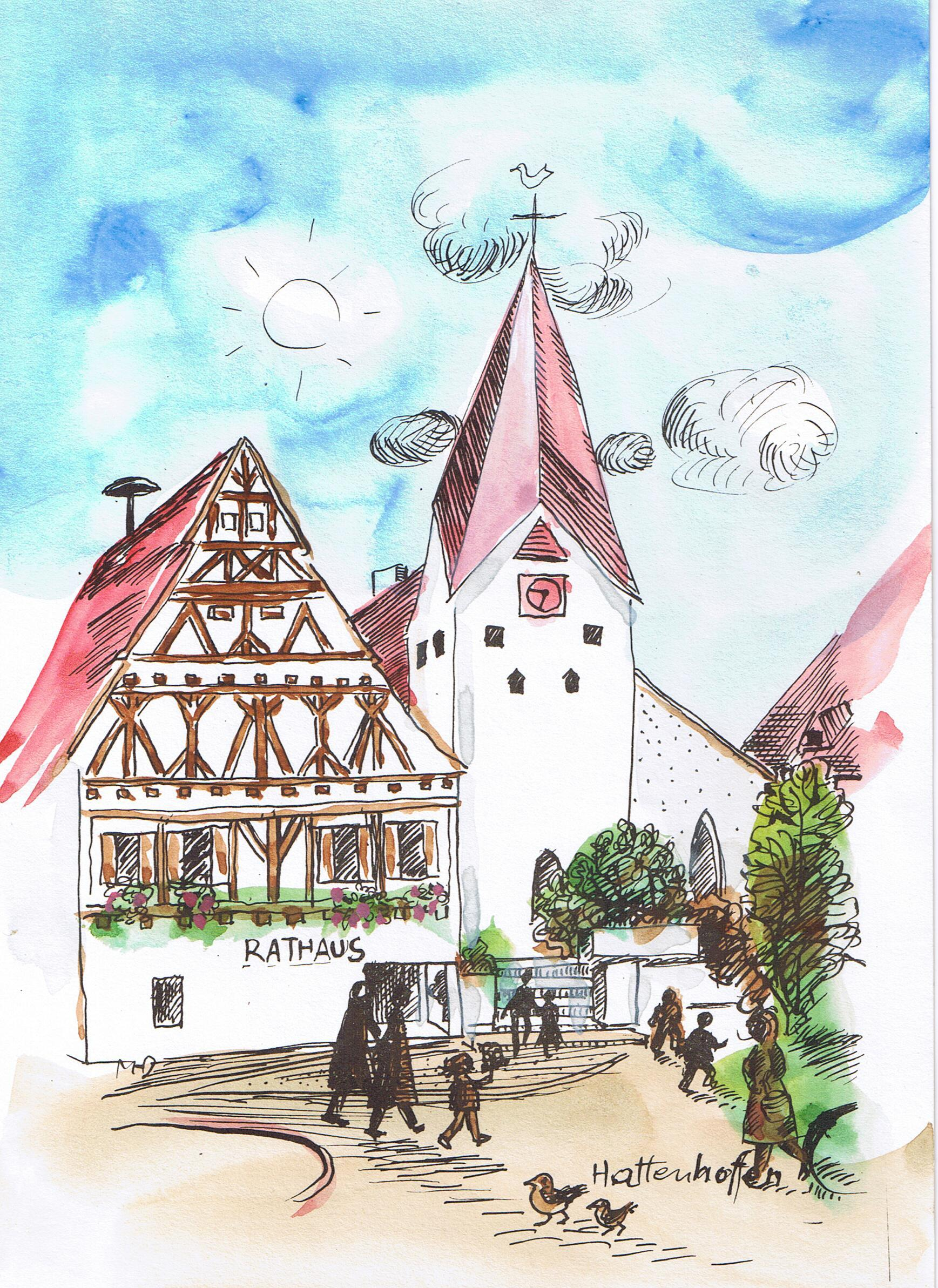
Hattenhofen, Ortsmitte, 1980, M. Hofheinz-Döring

Der Ort zeichnet sich durch ein charakteristisches Ortsbild mit restaurierten Fachwerkhäusern aus, das im Jahre 1985 zur Goldmedaille im Bundeswettbewerb Unser Dorf soll schöner werden führte. Der Ort verfügt über einen Sauerbrunnen, aus dem trinkbares, hydrogencarbonathaltiges Wasser fließt. Bis in die 1950er Jahre  diente der Brunnen noch zur Wasserversorgung der Einwohner.

### Natur und Klimaschutz
Neben den zahlreichen Streuobstwiesen, die den Ort umgeben, wurden auf der Gemarkung Hattenhofen mehrere Biotope angelegt, die für eine Vielzahl von Pflanzen und Tiere Lebensraum bietet. Die Gemeinde ist seit 1993 Mitglied im weltweiten „Klima-Bündnis“ und wurde für mehrere Klimaschutzprojekte ausgezeichnet.
Außerdem hat Hattenhofen die erste ökologische Flurbereinigung in Baden-Württemberg durchgeführt. Als erste Gemeinde im Kreis Göppingen erhielt Hattenhofen von Baden-Württembergs Umweltminister Franz Untersteller am 24. Februar 2015 den „European Energy Award“ (EEA) und erreichte dabei 62 von 100 Punkten.

## Einrichtungen und Infrastruktur
Zu den infrastrukturellen Einrichtungen zählen unter anderem die 2009 sanierte Sillerhalle, der 1975 errichtete Sportplatz sowie die 1978 errichtete Sauerbrunnenanlage.
In Hattenhofen gibt es zwei Arztpraxen, einen Zahnarzt, eine Apotheke, Heilpraktiker, vier Gaststätten, zwei Banken, eine Postfiliale und zwei Bäcker, Friseurin und Blumenladen usw. sowie einen Supermarkt in der Ortsmitte. Seit 2008 gibt es ein DRK-Seniorenzentrum in der Ortsmitte.

### Verkehr
Hattenhofen liegt rund vier Kilometer von der Anschlussstelle Aichelberg an der Bundesautobahn 8 entfernt. Durch den Ort führt die Verbindungsstraße K 1419, die ihn mit Schlierbach und Bezgenriet verbindet. Über die K 1443 ist der Ort mit Albershausen, über die K 1421 mit Zell u. a. verbunden.
Die Gemeinde ist dabei, die innerörtlichen und überortlichen Radwege zu verbessern bzw. neu anzulegen. Die örtliche Busfirma bedient den Schülerverkehr und die Linien in die Nachbarorte sowie nach Göppingen.

### Bildung
Hattenhofen verfügt nur noch über eine eigene Grundschule (Klassen 1 bis 4). Weiterführende Schulen gibt es in den Nachbargemeinden Albershausen und Schlierbach sowie in der Stadt Göppingen. Hattenhofen hat einen Kindergarten, gemeindliche und private Kleinkindbetreuung und Kernzeitenbetreuung mit Mittagstisch.

## Ansässige Unternehmen
Seit 1969 Sommerfeldt Eisenbahn-Modelle.

## Söhne und Töchter der Gemeinde
- Georg Gallus (1927–2021), Agraringenieur, deutscher Politiker (FDP/DVP), MdB, Parlamentarischer Staatssekretär beim Bundesminister für Ernährung, Landwirtschaft und Forsten
- Georg Jauss (1867–1922), Landschafts-, Porträt- und Genremaler
- Emanuel Christoph Klüpfel (1712–1799)[6][7], Begründer des Gothaischen Hofkalenders
- Ernst Jakob Siller (1847–1929), Gründer der Katharine-Weeger-Siller-Stiftung, 1922 wurde Ernst Jakob Siller zum Ehrenbürger ernannt.

Aus Hattenhofen stammen zudem der Urgroßvater des Dichters Ludwig Uhland sowie die Großmutter des Dichters Friedrich Hölderlin.